# Гиперборейский цикл
«Гиперборейский цикл» (англ. Hyperborean cycle) — литературный цикл в творчестве американского писателя ужасов Кларка Эштона Смита. Эти рассказы, вышедшие в 1930-е годы, позже вошли в два сборника, выпущенных в 1971 и 1996 годах издательством Ballantine Adult Fantasy. События происходят в вымышленной доисторической стране Гиперборее. Цикл Смита выделяется на фоне других его произведений тем, что включает элементы из произведений его коллег: Говарда Филлипса Лавкрафта и Роберта Говарда.
Цикл сочетает в себе черты жанра «Космический ужас» в обстановке железного века. Усугубляет опасность стремительно надвигающийся ледниковый период, который угрожает уничтожить всю жизнь на гиперборейском континенте. Древние боги играют важную роль в цикле; Прежде всего Тсатоггуа, обитающий в горе Вурмитадрет. Историческая последовательность охватывает целые эпохи.
Лавкрафт писал Смиту в письме от 3 декабря 1929 года: «Я не должен медлить с выражением своего почти безумного восторга от "Повести о Сатампре Зейросе"... Какая атмосфера! Я вижу, чувствую и обоняю джунгли вокруг незапамятного Коммориома, который, я уверен, сегодня должен лежать погребенным подо льдами недалеко от Олатое, в Стране Ломар!». Лавкрафт заимствовал Тсатоггуа Смита (из «Повести о Сатампре Зейросе») для свой повести «Курган» (1929) и «Шепчущий во тьме» (1930). В повести в «Хребты безумия» упоминаются гиперборейские города Коммориом и Узулдарум.

Смит, в свою очередь, заимствовал множество элементов Лавкрафта, а сам цикл можно рассматривать как ветвь «Мифов Ктулху», хотя это не обязательно так. В письме Августу Дерлету от 26 июля 1944 года Смит писал: 
Как и другие авторы странной фантастики, я... сделал несколько мимолетных упоминаний (часто под слегка измененными именами, например, Иог-Сотот вместо Йог-Сотот или Ктулхут вместо Ктулху (англ. Iog-Sotot, Kthulhut)) и некоторыми лавкрафтовскими божествам. Мои гиперборейские рассказы, как мне кажется, с их первобытным, дочеловеческим, а иногда и домирским образами из прошлого, наиболее близки к «Мифам Ктулху», но большинство из них написано в духе гротескного юмора, что сильно их отличает. Такой рассказ, как «Пришествие Белого Червя», можно рассматривать как прямой вклад в Мифы.

## Сборник
Кларк Эштон Смит выпустил в 1971 году сборник «Гиперборея» под редакцией Лина Картера:
- «Повесть Сатампры Зейроса» (The Tale of Satampra Zeiros, 1931)
- «Завещание Атаммауса» (The Testament of Athammaus, 1932)
- «Сверхъестественное Авусла Васоквана» (The Weird of Avoosl Wuthoqquan, 1933)
- «Дверь на Сатурн» (The Door to Saturn, 1933)
- «Дом Хаон-Дора» ("The House of Haon-Dor, 1933)
- «Ледяной демон» (The Ice-Demon, 1933)
- «Уббо-Сатла» (Ubbo-Sathla, 1933)
- «Семь испытаний» (The Seven Geases, 1934)
- «Муза Гипербореи (The Muse of Hyperborea», 1934, поэма в прозе)
- «Белая Сивилла» (The White Sybil, 1935)
- «Пришествие Белого Червя» (The Coming of the White Worm, 1941)
- «Кража тридцати-девяти поясов» (The Theft of the Thirty-Nine Girdles, 1958)
- «Плач по Виксиле» (Lament for Vixeela, 1996)

## Древние боги
| Имена         | Название на английском | Описание |
| ------------- | ---------------------- | --- |
| Абхот         | Abhoth                 | Темно-серая многообразная масса, которая заполняет целое подземное озеро. Обитает в пещере И'куа под горой Воормитадрет. Ежеминутно порождает всякого рода мерзких созданий: склизких, с шерстью или чешуей, — нет двух одинаковых детей Абхота. Тех, кто оказываются недостаточно проворным тут же пожирают многочисленные рты их родителя. Отсутствие зрения возмещается тем, что он непрерывно выбрасывает щупальца и ощупывает всё вокруг. У Абхота извращённый ум и он может телепатически общаться с окружающими его существами. |
| Ксаксалут     | Cxaxukluth             | Безгранично мощная сущность невообразимых размеров. Аморфная извивающаяся масса пузырьков и ядерного протоплазматического геля. «Сын» Азатота. Отец Хзиулкоигмнжах и Гисгут; дед Тсатоггуа. Обитает в Ином измерении и посещал Юггот. Каннибал. Андрогинное порождение: разделился на мужской и женский аспекты, как Наг и Йеб. |
| Гизгут        | Ghizguth, Ghisguth     | Титаническая масса желеобразной субстанции. Потомок мужского пола Кксаксуклута и брат Хзиулкуигмнж, и Тулу. Также супруг Зстилжемги и отец Тсатоггуа. |
| Жиулкоигмнжах | Hziulquoigmnzhah       | Сын Кксасуклута, брат Гисгута и дядя Тсатоггуа. Обитает на Цикраноше (Сатурн). Имеет сферическое тело и свисающую под ним маятниковую голову, длинные руки, смехотворно короткие ноги. |
| Рлим-Шайкорт  | Rlim Shaikorth         | Гигантский белый червь, больше морского слона, с гуманоидными чертами. В глазницах без зрачков переливается красное вещество, они располагаются близко друг к другу между мелкими ноздрями. У него складчатое тело, толстый хвост. Зияющая пасть открывается в стороны, а в пасти нет зубов и языка, и из неё постоянно течёт кровь. Застывая она образует сталагмты. Усыпляет жертв. |
| Тсатхоггуа    | Tsathoggua             | Похож на огромную чёрную жабу с коротким мехом, чертами летучей мыши и ленивца. Истинная форма непостижима для смертного глаза. Обратился в гигантскую многоножку. |
| Уббо-Сатла    | Ubbo-Sathla            | Масса протоплазмы, жутко плодовитая, порождает из себя организмы. Породил первые формы жизни на Земле; к чему он коснётся, — умрёт. Обитает в Й'каа. Породил Абхота. |
| Йоундех       | Yhoundeh               | Жена Ньярлатхотепа. Богиня- лось. Истинная форма неизвестна. Смит упоминал в письме, что она потомок «архетипа андрогинного животного» Жюме (англ. Zyhumé). |
| Икнагнисс     | Ycnagnnisssz           | Чёрная, гнойная, аморфная масса, которая постоянно взрывается, извергая потоки лавы. Прародитель богов (Азатот был вторым). Явился с темной звезды Зот и породил Зстылжемгни. |
| Зотакках      | Zhothaqquah            | Одно из имен Тсатхоггуа. Божество заимствовал Август Дерлет. |

## География

### Гиперборея
Гиперборея — легендарный континент в Арктике. До того, как Гиперборея была покрыта наступающими ледниковыми щитами эпохи плейстоцена, она была теплым и плодородным раем с пышными джунглями, в которых жили последние из динозавров. Раса двуногих гуманоидов, похожих на йети, известные как Вурми, когда-то населяла Гиперборею, но была уничтожена дочеловеческими поселенцами, мигрировавшими сюда с юга. Эти предлюди построили первую столицу Гипербореи — Коммориом. Позже они переехали в Узулдарум, когда пророчества предсказали гибель Коммориома.

### Города
- Коммориом (англ. Commoriom) — главный центр власти в Гиперборее, основан дочеловеческими мигрантами с юга. В период расцвета был величественным городом, построенным из мрамора и гранита. Его украшали высотные шпили. Провидица Белая Сивилла предсказала его разрушение. Однако Атаммаус, палач Коммориома, сказал, что всему виной нашествие дикарей во главе с Книгатин Жаум (англ. Knygathin Zhaum).
- Узулдарум (англ. Uzuldaroum) — стал новой столицей. Находится в дне пути от Коммориом. Это был последний населенный пункт в Гиперборее до того, как ледники поглотили весь континент. В повести Лавкрафта «Хребты безумия» город-лабиринт в Арктике назван «палеогейским мегаполисом, по сравнению с которым легендарные Коммориом и Узулдарум являются недавними событиями вчерашнего дня».

### Места
- Вурмитадрет (англ. Voormithadreth) — самая легендарная гора, под которой спит Тсатоггуа.
- Эйглофиевые горы (англ. Eiglophian mountains) — из рассказа «Семь испытаний» Смита. Ужасающая гряда чёрных пиков, которые имеют «стеклянные стены» и пронизаны скрытыми туннелями. Пересекают середину Гипербореи с Юга на Восток.
- Мху Тулан (англ. Mhu Thulan) — провинция на севере Гипербореи, известная своими колдунами. Здесь жил волшебник Эйбон, а также многие другие известные колдуны, такие как Зон Меззамалех.
- Гора Вормитадрет (англ. Mount Voormithadreth) — это четырёхконусный потухший вулкан, самая высокая вершина Эйглофианских гор. Это место обитания различных чудовищ, в том числе бога-жабы Тсатоггуа и бога-паука Атлач-Нача.
- Серая пещера И'куаа (англ. Y'quaa) — жилище Абхота, Источника Нечистоты. Оно косвенно связано с Пещерой Архетипов. Здесь зародился Атлач-Нача. И'куаа может быть истинным домом загадочного Уббо-Сатлы.
- Пещера архетипов (англ. Cavern of Archetypes) — обширная пещера, населённая призрачными архетипами всего живого на Земле. Здесь живут Нуг и Йеб.
- Полярион (англ. Polarion) — область северной Гипербореи, отделенная от остального континента безымянным горным хребтом. Когда-то это было плодородное место, но позже его заменили ледники. Говорят, что Белая Сивилла произошла отсюда.

## Жители
- Вормис (англ. Voormis) — трехпалые гуманоиды янтарного цвета, покрытые мехом[6]. Некогда у них была процветающая цивилизация в Гиперборее. Они благополучно жили под землей и поклонялись Тссатоггуа[7]. После того, как большинство из них были уничтожены другими дочеловеческими поселенцами, самые дикие из вормисов остались жить в пещерах на верхних склонах Эйглофианских гор. До падения Гипербореи на оставшихся вурмисов охотились ради развлечения.
- Афаммаус (англ. Athammaus) —  появляется в «Завещании Афаммауса» Смита. Палач записал пугающее свидетельство последних дней Коммориома. Афаммаус происходил из длинного рода палачей. Непревзойденный профессионал, Афаммаус всегда гордился своим мастерством и никогда не уклонялся от служебных обязанностей. Его карьера чуть не пострадала, когда происходила казнь преступника Книгатина Жаума, но позже продолжил работать в Узулдаруме.
- Эйбон (англ. Eibon) — персонаж произведения Смита «Дверь в Сатурн». Колдун и жрец Зотаккуа (Тсатоггуа). Автор «Книги Эйбона», тома, который, среди прочего, ведет хронику жизни Эйбона и включает его магические формулы, и обряды Зотаккуа (они представлены в рассказе Смита «Уббо-Сатла»). Эйбон жил в пятиэтажной пятигранной башне из чёрного гнейса на берегу моря в Мху Тулане. Однажды главный инквизитор Йоунде явился арестовывать его, но Эйбон бежал на Цикранош (планету Сатурн) с помощью магической панели, подаренной ему Зотаккуа. После этого Эйбона больше никогда не видели на Земле.
- Сатампра Зейрос (англ. Satampra Zeiros) — появляется в «Повести о Сатампре Зейросе» Смита и «Кража тридцати девяти поясов». Главный вор Узулдарума. Его подвиги легендарные. Потерял правую руку во время неудачной попытки разграбить заброшенный город Коммориом (хотя его товарища Тирува Омпаллиоса постигла худшая судьба).
- Белая Сибилла (англ. The White Sybil of Polarion) — странная женщина, предположительно пришла из ледяного царства. Появляется в «Повесть о Сатампре Зейросе» и «Белой Сибилле». Предсказывает гибель Коммориома. Насылает видения.